# Двухсторонняя монополия
Двусторонняя монополия (англ. bilateral monopoly) — тип строения рынка, при котором на нём имеется условно один продавец (монополист) и один покупатель (монопсонист).
Другими словами, двухсторонняя монополия — это монополия, ограниченная монопсонией, или, наоборот, монопсония, ограниченная монополией
Типичным примером двухсторонней монополии в развитых экономиках может служить рынок труда в моногородах, обладающих одним градообразующим предприятием, которое предъявляет спрос на труд, и одним хорошо организованным и сильным профсоюзом, его продающим.
Ещё одним примером можно назвать единственный в посёлке хлебозавод, использующий в качестве ресурса производства муку, вырабатываемую единственным мелькомбинатом.
При двусторонней монополии складывается ситуация, при которой ни монополист ни монопсонист не могут рыночными методами принудить партнёра вести себя подобно субъекту совершенно конкурентного рынка.
Поэтому конечные условия при двухсторонней монополии определяются относительной способностью её субъектов вести торг.